# 將軍澳北

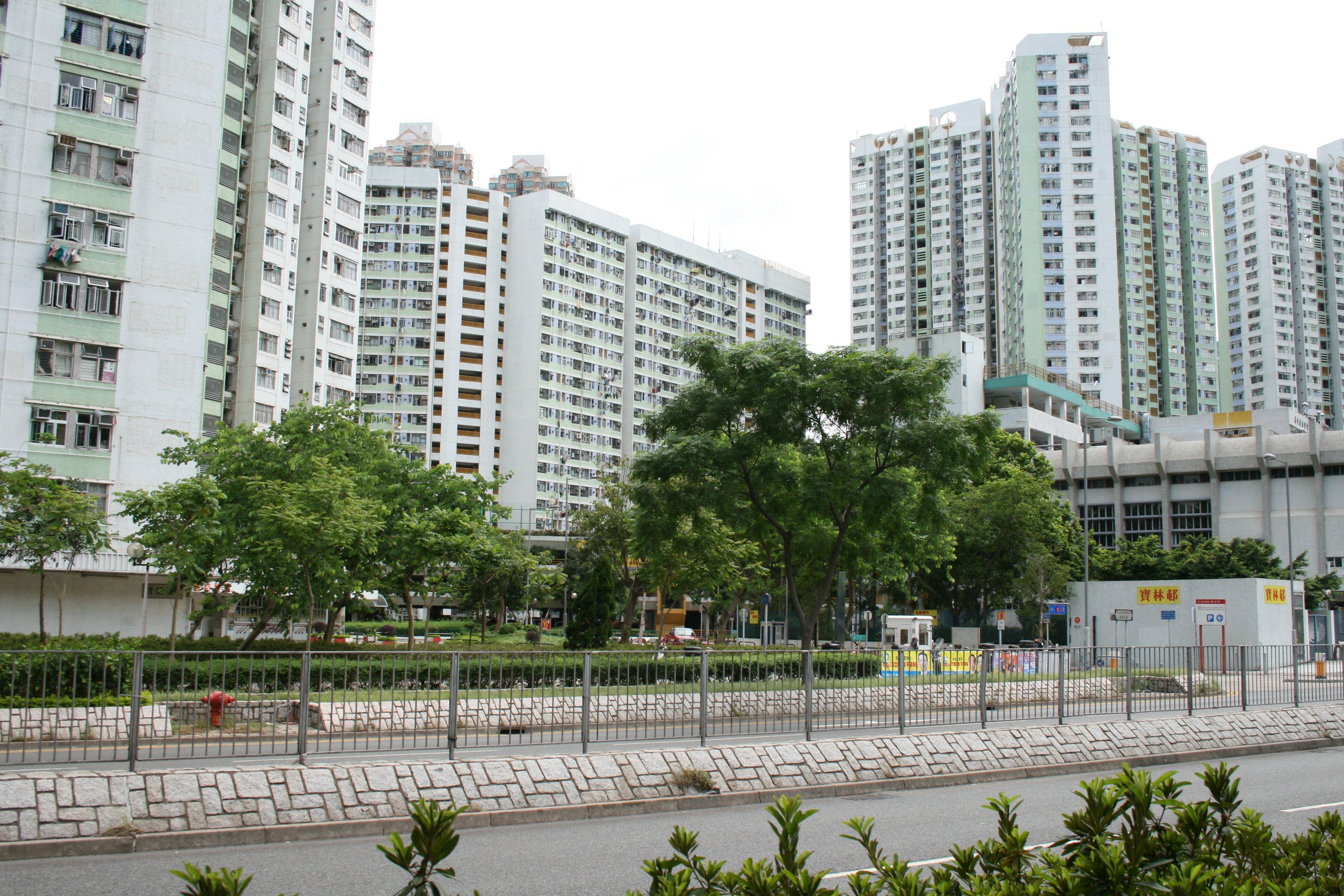
位於將軍澳北的寶林邨

將軍澳北是指香港將軍澳新市鎮的北部地區，泛指寶林、翠林和康盛花園一帶。

## 定義
將軍澳北並沒有明確的定義。而概觀上，將軍澳北泛指新市鎮初期落成的寶林、翠林和康盛花園一帶，即使將軍澳隧道通車後，以寶琳北路前往這些屋苑仍是主要對外的交通路線。一般市民依屋苑位置而直接稱為寶林、翠林、康盛，較少用將軍澳北一詞，故此這詞多用在政府機構。
社會福利署將軍澳綜合家庭服務中心，把將軍澳北定義為東至魷魚灣村、南至景林邨、西至翠林邨、北至寶琳。
西貢區民政事務處設有將軍澳（北）分區委員會。

## 區內設施及住宅

### 區內設施
- 將軍澳游泳池
- 將軍澳圖書館
- 將軍澳體育館
- 寶林體育館
- 翠林體育館
- 寶翠公園
- 寶康公園

### 住宅
山上
- 翠林邨
- 景明苑
- 康盛花園
- 茅湖仔村
- 馬游塘村

山下
- 寶林邨
- 景林邨
- 浩明苑
- 英明苑
- 欣明苑
- 茵怡花園
- 旭輝臺
- 疊翠軒
- 怡心園
- 慧安園
- 富麗花園
- 旭輝臺
- 新都城（一、二期）
- 都會豪庭（新都城三期）
- 將軍澳村
- 魷魚灣村

### 交通
由於將軍澳北發展較坑口、將軍澳市中心（包括將軍澳南）及調景嶺早，香港政府尚未實施鐵路優先的政策，也未有港鐵將軍澳綫，故其路面交通網絡較坑口、將軍澳市中心（包括將軍澳南）及調景嶺佳，在寶琳站未通車前，居民主要以巴士和小巴代步，尤以遠離寶琳站、位於山上的翠林邨和康盛花園為甚。寶琳路及寶康路為將軍澳北的主要幹道。
將軍澳北唯一一個鐵路車站寶琳站通車後，不少居民改乘地鐵代步，但也有居民仍選擇繼續以巴士和小巴代步，包括在將軍澳半山上的翠林邨和康盛花園；居民會選擇乘小巴15、15M及17M前往寶琳站轉乘地鐵，而不少前往九龍的巴士路線仍繼續途經寶琳路。